# Pago de cupón
En finanzas, el pago de cupón es el pago de intereses que recibe el tenedor de un bono desde la fecha de emisión hasta la fecha de vencimiento de un bono.
Los cupones normalmente se describen en términos de "tasa de cupón", que se calcula sumando la suma de los cupones pagados por año y dividiéndola por el valor facial del bono. Por ejemplo, si un bono tiene un valor nominal de $1,000 y una tasa de cupón del 5%, entonces paga cupones totales de $50 por año. Por lo general, esto consistirá en dos pagos semestrales de $25 cada uno.

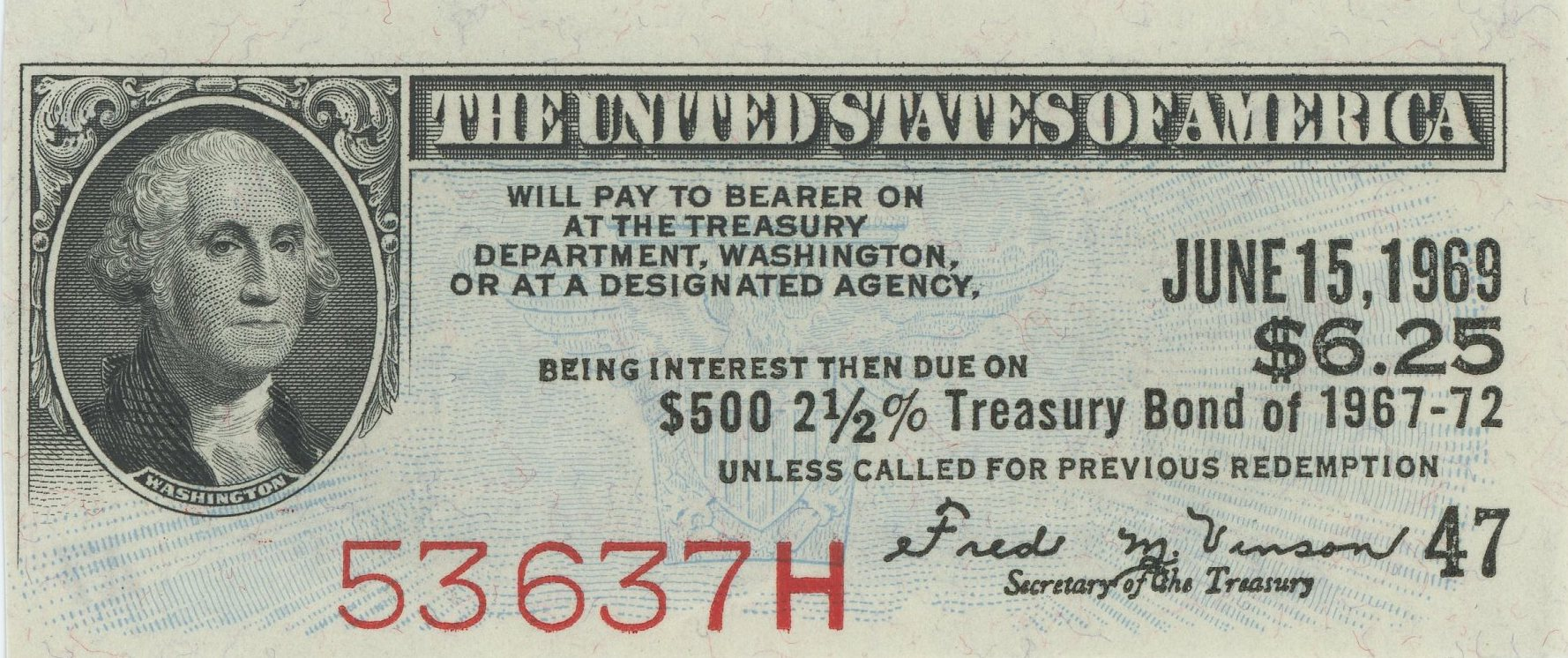
Bono del Tesoro de $500 con cupón del 2,5 % de 1945

## Historia
El origen del término "cupón" es que históricamente los bonos se emitían en forma de certificados al portador. La posesión física del certificado se consideraba prueba de propiedad. Se imprimieron varios cupones en el certificado, uno por cada pago de intereses programado. En la fecha de vencimiento del cupón, el propietario debía despegarlo y presentarlo para el pago (un acto llamado "recortar el cupón").
El certificado a menudo también contenía un documento llamado talon, que (cuando se había usado el bloque original de cupones) podía separarse y presentarse a cambio de un bloque de cupones adicionales.

## Bonos cupón cero
No todos los bonos tienen cupones. Los bonos cupón cero son aquellos que no pagan cupones y por lo tanto tienen una tasa de cupón del 0%. Estos bonos sólo realizan un pago: el pago del valor nominal en la fecha de vencimiento. Normalmente, para compensar al tenedor de bonos por el valor tiempo del dinero, el precio de un bono cupón cero siempre será menor que su valor nominal en cualquier fecha de compra antes de la fecha de vencimiento. Durante la crisis de la deuda soberana europea, algunos bonos soberanos cupón cero se negociaron por encima de su valor nominal, ya que los inversores estaban dispuestos a pagar una prima por la percepción de estatus de refugio seguro que tenían estas inversiones. La diferencia entre el precio y el valor nominal proporciona al tenedor del bono un rendimiento positivo que hace que valga la pena comprarlo.

## Valuación
La valoración de un bono, desde su fecha de emisión hasta su fecha de vencimiento, conocida también como fecha de reembolso, se establece considerando diversos factores, tales como:
- El valor facial;
- La fecha de vencimiento;
- La tasa del cupón, la frecuencia de los pagos del cupón y la base;
- La solvencia del emisor; y
- El rendimiento de opciones de inversión comparables.